# اردشیر (شاه کرمان)
اردشیر (پارسی میانه: Ardašīr) یکی از نجیب‌زادگان ساسانی در سده سوم میلادی در زمان حکومت شاپور یکم و شاه کرمان بود. کرمان در شرق پارس، سرزمین اجدادی ساسانیان، قرار داشت و از جنوب با خلیج فارس، از شرق با سکستان و از شمال با کویر لوت همسایه بود.

## زندگی

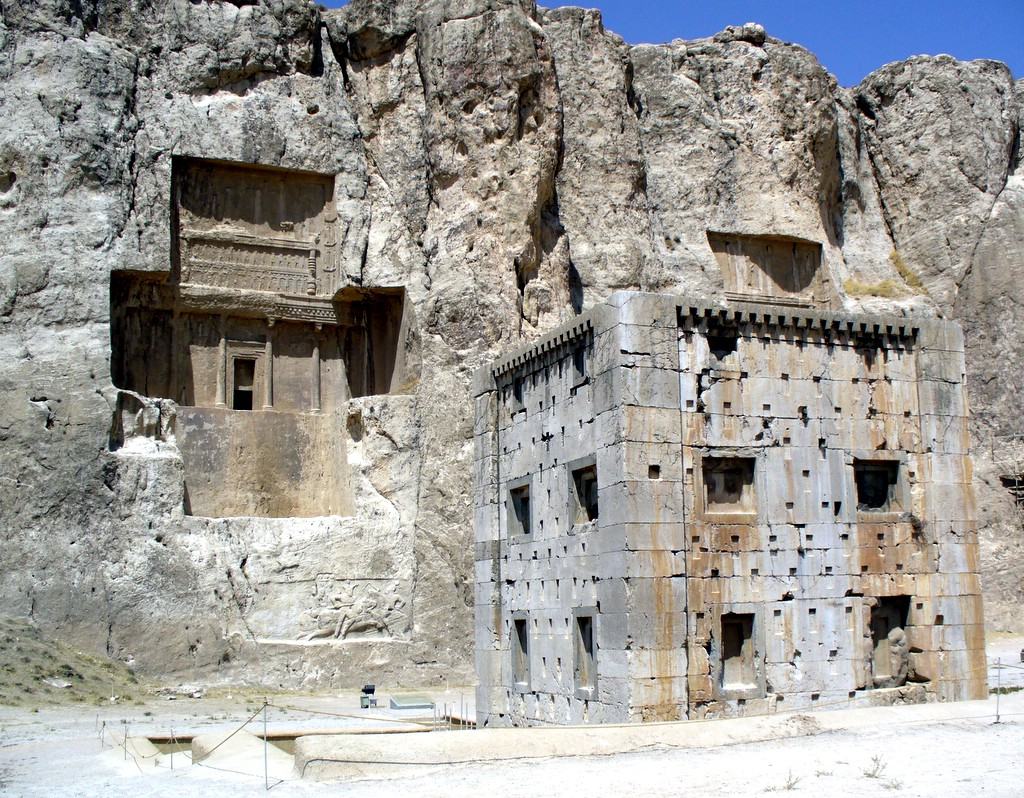
کعبه زرتشت، جایی که سنگ‌نوشته شاپور یکم حک شده‌است

اردشیر پسر اردشیر بابکان بود. به گفتهٔ طبری و ابن اثیر پدرش به کرمان رفت که بلاش بر آن فرمان می‌راند. سپس جنگ سهمگینی رخ داد و اردشیر پسر تا زمان تسخیر شهر و اسیر کردن بلاش شخصاً در آن حضور یافت. پدرش از این رو به او لقب شاه داد و او را به شاهی کرمان گماشت. به گفتهٔ بلعمی اردشیر پس از اسیر کردن بلاش با سپاه بزرگی در کرمان ماند.
از این اردشیر دو بار در سنگ‌نوشته شاپور یکم بر کعبه زرتشت یاد شده‌است. در بخشی از سنگ‌نوشته که به توصیف بزرگان دربار اردشیر بابکان می‌پردازد، او در گروه چهار شاهی که در دربار حضور داشتند، پس از پادشاهان ابرنیک و مرو در رتبه سوم قرار دارد. با این حال او در دربار شاپور اول، در میان مقامات عالی در رتبه دوم و پس از اردشیر، شاه مشهور آدیابن، قرار دارد.